# Équeurdreville-Hainneville
Équeurdreville-Hainneville è un ex comune francese di 17 939 abitanti situato nel dipartimento della Manica nella regione della Normandia; dal 1º gennaio 2016 fa parte, come comune delegato, del nuovo comune di Cherbourg-en-Cotentin.

## Storia
Il 1º gennaio 2016 il comune Équeurdreville-Hainneville si è fuso con Cherbourg-Octeville, La Glacerie, Querqueville e Tourlaville per formare il nuovo comune di Cherbourg-en-Cotentin.

### Simboli

Antico stemma dell'abbazia di Vœu

Lo stemma è stato creato nel 1938 modificando quello dell'antica abbazia di Notre-Dame du Vœu, soppressa nel 1774, e mettendo delle conchiglie al posto di un giglio.

## Società

### Evoluzione demografica
Abitanti censiti